# Canary Pete
Canary Pete (pseudoniem van Sus Damiaens, 5 december, 1952) is een Vlaams cartoonist.

## Biografie
Damiaens wilde eerst boekhouder worden, maar studeerde uiteindelijk vrije grafiek aan de Academie van Hasselt. Hij publiceerde eerst in het carnavalskrant van de gemeente Bree en later ook in "De Nieuwe Koerier", "Raak" en "Eigentijds". 
In 1997 won hij de eerste prijs tijdens de internationale cartoonwedstrijd "Euro-Kartoenale" met als thema energie. In 1998 zorgde een cartoon die hij rond de ontsnapping van Marc Dutroux had getekend ervoor dat hij de vaste cartoonist van de Gazet van Antwerpen werd. Hij publiceert verder ook in Het Belang van Limburg, het Nederlandse weekblad Medisch Contact, en voor de website politics.be.
Zijn cartoon rond Barack Obama's Nobelprijs voor de Vrede won in 2009 de prijs voor Beste Belgische Perscartoon. 